# Гунцикер, Армандо Теодоро
Армандо Теодоро Гунцикер (исп. Armando Theodoro Hunziker, 1919—2001) — аргентинский ботаник швейцарского происхождения.

## Биография
Армандо Теодоро Гунцикер родился 29 августа 1919 года в городе Чакабуко в Аргентине. В детстве тётя Гунцикера обучила его немецкому, французскому, итальянскому и английскому языкам. Учился агрономии в Университете Буэнос-Айреса. В 1945 году Гунцикер стал директором ботанического музея Национального университета Кордовы. С 1949 по 1982 был профессором этого университета. В 1961 году Армандо Теодоро Гунцикер основал ботанический журнал Kurtziana и был его редактором до 1998 года. В 1991 году у Гунцикера был обнаружен рак, и он решил закончить свою книгу Genera Solanacearum: The Genera of Solanaceae Illustrated, Arranged According to a new System, опубликованную уже после его смерти. За свою жизнь Гунцикер издал более 150 научных публикаций и описал множество видов растений.

## Растения, названные в честь А. Т. Гунцикера
- Hunzikeria D'Arcy, 1976 (Solanaceae)
- Adesmia hunzikeri Burkart, 1954 (Fabaceae)
- Amaranthus hunzikeri N.Bayón, 2007 (Amaranthaceae)
- Capsicum hunzikerianum Barboza & Bianch., 2005 (Solanaceae)
- Dioscorea hunzikeri Xifreda, 1985 (Dioscoreaceae)
- Euphorbia hunzikeri Subils, 1975 (Euphorbiaceae)
- Jaltomata hunzikeri Mione, 2001 (Solanaceae)
- Justicia hunzikeri Ariza, 1971 (Acanthaceae)
- Larnax hunzikeriana Benítez & M.Martínez, 1995 (=Cuatresia hunzikeriana, Solanaceae)
- Lycium hunzikeri F.A.Barkley, 1953 (Solanaceae)
- Manihot hunzikeriana Mart.Crov., 1964 (Euphorbiaceae)
- Melica hunzikeri Nicora, 1999 (Poaceae)
- Mostacillastrum hunzikeri Al-Shehbaz, 2010 (Brassicaceae)
- Nototriche hunzikeri Krapov., 2003 (Malvaceae)
- Perezia hunzikeri Cabrera, 1950 (=Perezia atacamensis, Asteraceae)
- Physalis hunzikeriana M.Martínez, 1999 (Solanaceae)
- Sclerophylax hunzikeri Di Fulvio, 1961 (Solanaceae)
- Setaria hunzikeri Anton, 1984 (Poaceae)
- Stipa hunzikeri Caro, 1966 (=Nassella hunzikeri, Poaceae)
- Witheringia hunzikeri D'Arcy, 1974 (Solanaceae)
- Valeriana hunzikeri Borsini, 1960 (Valerianaceae)
- Verbena hunzikeri Moldenke, 1947 (=Glandularia scrobiculata, Verbenaceae)